# Georgi Iwanow (kulomiot)
Georgi Stojanow Iwanow (bułg. Георги Стоянов Иванов; ur. 13 marca 1985 w Sliwenie) – bułgarski lekkoatleta, kulomiot.

## Osiągnięcia
- złoty medal mistrzostw świata juniorów młodszych (Debreczyn 2001)
- brąz mistrzostw Europy juniorów (Tampere 2003)
- złoto mistrzostw świata juniorów (Grosseto 2004)
- 1. miejsce w zawodach III ligi drużynowych mistrzostw Europy (Marsa 2010)
- brąz halowych mistrzostw krajów bałkańskich (Stambuł 2013)
- złoto mistrzostw krajów bałkańskich (Stara Zagora 2013)
- 8. miejsce podczas mistrzostw świata (Moskwa 2013)
- 5. miejsce podczas halowych mistrzostw świata (Sopot 2014)
- 12. miejsce podczas mistrzostw Europy (Zurych 2014)
- brązowy medal światowych wojskowych igrzysk sportowych (Mungyeong 2015)
- 4. miejsce w zawodach I ligi drużynowych mistrzostw Europy (Vaasa 2017)
- wielokrotny mistrz kraju oraz reprezentant kraju w zimowym pucharze Europy w rzutach.

W latach 2008–2016 Iwanow reprezentował Bułgarię podczas igrzysk olimpijskich: zarówno w Pekinie, Londynie i Rio de Janeiro, lecz nie zakwalifikował się do finału konkursu pchnięcia kulą.

## Rekordy życiowe
- pchnięcie kulą (7,26 kg, stadion) – 21,09 (2013) rekord Bułgarii
- pchnięcie kulą (7,26 kg, hala) – 21,02 (2014) rekord Bułgarii
- pchnięcie kulą (6,00 kg, stadion) – 21,24 (2004) juniorski rekord Bułgarii
- pchnięcie kulą (6,00 kg, hala) – 20,25 (2003) juniorski rekord Bułgarii